# Неріюс Астраускас
Неріюс Астраускас (лит. Nerijus Astrauskas; нар. 18 жовтня 1980, Шяуляй, Литовська РСР) — литовський футболіст, нападник. Виступав за збірну Литви.

## Життєпис
Вихованець шяуляйського футболу. Дорослу кар'єру розпочав у місцевому клубі «Клевас» у першій лізі Литви. У сезоні 1997/98 років зіграв один матч за «Кареду» (Шяуляй), яка стала чемпіоном країни, а більшу частину сезону провів у складі аутсайдера вищого дивізіону «Таурас» (Таураге). Потім ще декілька сезонів грав за «Таурас» у першій лізі, а у першій половині 2002 року виступав у цьому ж турнірі за «Бабрунгас» (Плунге).
Влітку 2002 року повернувся до вищої ліги, підписавши контракт із «Сакаласом» (Шяуляй). Потім три сезони виступав за «Швесу»/«Вільнюс», у ході сезону 2003/04 років також переходив до польського клубу РКС (Радомсько) (за іншими даними - «Радом'як» (Радом)), але жодного матчу не зіграв.
У 2006 році виступав за «Металургс» (Лієпая), став срібним призером чемпіонату Латвії та володарем кубку країни. У складі латвійського клубу провів 3 матчі у єврокубках. Потім грав на батьківщині за «Інтерас» (Вісагінас) та знову за «Вільнюс». У сезоні 2007/08 виступав у другому дивізіоні Кіпру за «Ая-Напу», а у 2008—2010 роках грав у третьому дивізіоні Греції за «Нікі» (Волос) та «Верію».
У 2010—2011 роках грав на батьківщині за вільнюський «Жальгіріс», з яким ставав бронзовим (2010) та срібним (2011) призером чемпіонату Литви. Напередодні старту сезону 2012 року «Жальгіріс» вирішив не продовжувати угоду з клубом. Навесні 2012 року виступав у чемпіонаті Вільнюса (четвертий дивізіон) за клуб «Вітіс», а восени – у чемпіонаті Мальти за «Рабат Аякс». Потім знову грав у вищій лізі Литви за «Круою» (Пакруойїс) та «Тракай». У сезоні 2013 року м'яч, забитий за «Круою», визнали найкрасивішим голом сезону А-ліги.
Сезон 2014/15 років провів у шостому дивізіоні Німеччини за «Інтер» (Лейпциг), восени 2015 року грав у першій лізі Литви за «МРУ-Тюменас» (Вільнюс). У 2016—2017 роках протягом трьох неповних сезонів виступав у четвертому та третьому дивізіонах Греції за «Касторію», а в сезоні 2016/17 років став автором 18 голів у четвертому дивізіоні. Наприкінці 2017 року завершив кар'єру футболіста.
21 травня 2005 року зіграв дебютний матч за збірну Литви у фіналі Кубку Балтії проти Латвії (2:0). Другий та останній матч провів через шість років, 7 червня 2011 року проти Норвегії.

## Досягнення
- Вища ліга Латвії
  -  Срібний призер (1): 2006

- Кубок Латвії
  -  Володар (1): 2006

- А-ліга Литви
  -  Срібний призер (1): 2011
  -  Бронзовий призер (1): 2010

- Кубок Балтії
  -  Володар (1): 2005